# Don Boven
Donald E. "Don" Boven (Kalamazoo, Míchigan; 6 de marzo de 1925 - 10 de marzo de 2011) fue un jugador y entrenador de baloncesto estadounidense que disputó 4 temporadas como profesional, cuatro en la NBA y uno en la NPBL. Con 1,93 metros de estatura, jugaba en la posición de alero. Fue un brillante jugador universitario, siendo elegido en 1949 All-American de la NCAA.

## Trayectoria deportiva

### Universidad
Asistió a la Universidad de Michigan Occidental entre 1946 a 1949. Fue un atleta destacado mientras estuvo en Western en fútbol, baloncesto y béisbol. En la cancha de baloncesto de Western Michigan, estableció el récord de anotación de la universidad en ese momento con 1099 puntos. Acabó promediando 9,0 puntos, 2,8 rebotes y 2,0 asistencias por partido.

### Profesional

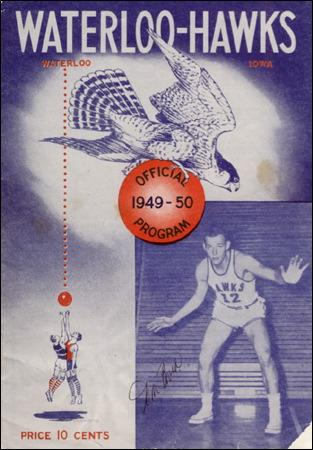
Don Boven aparece en la portada inferior derecha del programa de los Waterloo Hawks de 1949-1950.

Fue elegido en la sexta ronda del Draft de la BAA de 1949 por los Indianapolis Jets, pero acabó firmando con los Waterloo Hawks, donde en su primera temporada, promediando 10,6 puntos y 2,2 asistenciaspor partido. Al término de la misma, el equipo Cambió la BAA por la NPBL, donde jugó una segunda temporada, liderando la liga con 781 puntos, 13,9 por partido.
Cuando la franquicia de Waterloo quebró junto con la NPBL, regresó a la BAA para firmar con los Milwaukee Hawks por una temporada. Acabó promediando 9,9 puntos y 5,1 rebotes por partido. También fue el fercer jugador con más faltas personales señaladas, solo por detrás de George Mikan y Vern Mikkelsen. También estableció un récord de seis partidos consecutivos eliminado por faltas personales, récord que fue superado por Shaquille O'Neal en 2007.
Durante la temporada 1952-53 fue traspasado a los Fort Wayne Pistons a través de los Baltimore Bullets. Esta sería su última temporada en la liga, promediando en total 6,7 puntos y 3,2 rebotes por partido.

## Estadísticas de su carrera en la NBA

### Temporada regular
| Año     | Equipo     | PJ  | MPP  | TC%  | TL%  | RPP | APP | PPP  |
| ------- | ---------- | --- | ---- | ---- | ---- | --- | --- | ---- |
| 1949–50 | Waterloo   | 62  | —    | .373 | .688 | —   | 2.2 | 10.6 |
| 1951–52 | Milwaukee  | 66  | 30.0 | .299 | .731 | 5.1 | 2.7 | 9.9  |
| 1952–53 | Milwaukee  | 27  | 24.7 | .397 | .626 | 3.6 | 1.3 | 8.9  |
| 1952–53 | Baltimore  | 23  | 14.3 | .309 | .780 | 2.7 | 1.0 | 4.6  |
| 1952–53 | Fort Wayne | 17  | 22.2 | .324 | .744 | 3.4 | 1.2 | 6.1  |
| Total   | Total      | 195 | 25.2 | .339 | .706 | 4.2 | 2.0 | 9.0  |

### Playoffs
| Año   | Equipo     | PJ | MPP  | TC%  | TL%  | RPP | APP | PPP |
| ----- | ---------- | -- | ---- | ---- | ---- | --- | --- | --- |
| 1953  | Fort Wayne | 8  | 13.9 | .250 | .563 | 2.0 | .3  | 2.9 |
| Total | Total      | 8  | 13.9 | .250 | .563 | 2.0 | .3  | 2.9 |

## Carrera como entrenador
Después de retirarse del baloncesto profesional, comenzó una larga carrera como entrenador e instructor en la Universidad de Michigan Occidental. Inicialmente impartió clases de deportes y educación física mientras se desempeñaba como entrenador asistente de los equipos de fútbol, baloncesto y béisbol. Durante la temporada 1958-59, fue ascendido a entrenador en jefe del equipo de baloncesto de los Broncos. La primera temporada de Boven al frente del banquillo no fue muy exitosa y los Broncos tuvieron un récord de 2-20. En 1959-60, Boven logró la primera de dos temporadas ganadoras (12-11). La otra fue en 1961-62, cuando el equipo tuvo un récord de 13-11. Entrenó en Western Michigan hasta 1966 y terminó su carrera como entrenador con un récord de 75 victorias y 112 derrotas.
.